# Aeropuerto Internacional de Vršac
El Aeropuerto Internacional de Vršac (en serbio: Međunarodni Aerodrom Vršac, cirílico: Међународни Аеродром Вршац) (OACI: LYVR), situado junto a la ciudad de Vršac, es el cuarto aeropuerto internacional de Serbia desde el 28 de diciembre de 2006. Es también utilizado para el tráfico de aero-taxis, formación de pilotos y mecánica automotriz. 
Dispone de cinco hangares para alojar y mantener las aeronaves de la academia de aviación y agrícolas. La anchura de la pista es de 25 m. También hay un edificio con aulas, además de la torre de control.

## Historia
El primer vuelo a Vršac fue realizado por el ingeniero-piloto Aurel Vlaiku el 11 de agosto de 1912. El año inicial de la tradición aeronáutica fue 1925, cuando se fundó el club aeronáutico "Naša Krila" (Nuestras Alas). Se realizó un estudio sobre las ventajas de la región para el desarrollo de la aviación que convenció a los inversores para construir el primer hangar en 1934. 
Después de la Segunda Guerra Mundial, se reanudó la formación de pilotos de planeador. En 1954 Vršac se convirtió en Centro Aeronáutico del Estado, y centro de reclutamiento de aeronáutica de recreo hasta 1972. Alumnos de este centro participaron en muchos campeonatos del mundo, consiguiendo numerosas medallas. Vršac fue sede en 1972 de la tercera edición del Campeonato del Mundo de Vuelo sin motor. 
Desde 1972 la compañía aérea nacional de Yugoslavia y luego de Serbia, Jat Airways (entonces conocida como JAT Yugoslav Airlins) utiliza para la formación de los futuros pilotos de Transporte de Línea Aérea el Aeropuerto Internacional de Vršac, y organiza cada año el espectáculo aéreo "Vršac Airshow".  
El primer vuelo internacional al aeropuerto de Vršac fue procedente del Aeropuerto de Podgorica, en Montenegro, el 5 de febrero de 2007. El aeropuerto recibió la condición de aeropuerto internacional por parte del Gobierno de Serbia el 28 de diciembre de 2006.

## Servicios del aeropuerto

### Academia de vuelo Jat Airways
Este aeropuerto es uno de los más reconocidos centros de formación de Europa, es la sede del centro de formación de Jat Airways. 
La Academia de vuelo tiene su propio programa basado en más de 50 años de experiencia en la formación de pilotos para el transporte aéreo comercial. En su larga tradición de formación de pilotos, la Academia de Vuelo Jat ha formado al 70% de los pilotos de la compañía aérea nacional Jat Airways. El aeropuerto también incluye un sistema de simulador de vuelo.
En octubre de 2005, el Departamento Técnico de la academia de vuelo, recibió la certificación de conformidad con las normas de la Unión Europea en el mantenimiento de aviones ligeros. Esta certificación abre la posibilidad de mantenimiento de aeronaves para clientes de toda Europa. 
En 2007, Air India anunció que capacitaría a algunos de sus pilotos en esta academia de vuelo. 
Vršac aeropuerto ha capacitado a muchos pilotos de diferentes países en los últimos años, incluyendo de las aerolínas Air Algérie,  Aire Malí, Air Malta, Iraqi Airways, Libyan Arab Airlines, TAAG Angola Airlines y Turkish Airlines. 

## Renovación
El Aeropuerto Internacional de Vršac será ampliado en los próximos años. La pista principal será ampliada en 600 m de longitud, hasta llegar hata los 1.800 m, y la anchura en 30 m. También se renovarán la superficie de la pista, las calles de rodaje y la plataforma de la terminal, para aceptar aviones de 30 toneladas de peso. Las autoridades de la ciudad tienen la esperanza de que, una vez que la renovación se habrá completado, algunas compañías de vuelos chárter internacionales, así como de carga, utilizarán sus servicios, por los que ya han mostrado interés, para volar a este destino.

## Aerolíneas y destinos
- Air Pink (destinos por solicitud)
- Jat Airways (Ámsterdam, Atenas, Bruselas, Belgrado, Budapest, Düsseldorf, Fráncfort del Meno, Ginebra, Graz, Hannover, Estambul, Lárnaca, Malta, Milán, Múnich, Odessa, París, Praga, Roma, Skopie, Sofía, Tesalónica, Trieste, Túnez, Venecia, Viena, Varsovia, Zúrich) [por solicitud]
- Prince Aviation (destinos por solicitud)